# Vlad Bontea
Vlad Bontea (n. 5 aprilie 1979) este un deputat român, ales în 2016.